# Peridexia
Peridexia es un género de coleópteros adéfagos de la familia Carabidae.

## Especies
Contiene las siguientes especies:
- Peridexia fulvipes (Dejean, 1831)
- Peridexia hilaris (Fairmaire, 1883)